# Macaranga pepysiana
Macaranga pepysiana är en törelväxtart som beskrevs av Timothy Charles Whitmore. Macaranga pepysiana ingår i släktet Macaranga och familjen törelväxter. Inga underarter finns listade i Catalogue of Life.